# Окхолм
Окхолм (њем. Ockholm) општина је у њемачкој савезној држави Шлезвиг-Холштајн. Једно је од 132 општинска средишта округа Нордфризланд. Према процјени из 2010. у општини је живјело 358 становника. Посједује регионалну шифру (AGS) 1054093.

## Географски и демографски подаци
Окхолм се налази у савезној држави Шлезвиг-Холштајн у округу Нордфризланд. Општина се налази на надморској висини од 1 метара. Површина општине износи 18,6 km². У самом мјесту је, према процјени из 2010. године, живјело 358 становника. Просјечна густина становништва износи 19 становника/km².